# بت۳۶۵
بِت۳۶۵، (به انگلیسی: Bet365) بنگاه شرط‌بندی و قمار بریتانیایی است، که تمرکز آن بر ارائهٔ خدمات قمارخانه‌های آنلاین می‌باشد. دفتر مرکزی این شرکت در شهر استوک-آن-ترنت در کشور انگلستان قرار دارد و محدودهٔ خدمات آن جهانی است.
بِت۳۶۵ یکی از برجسته‌ترین شرکت‌های ارائهٔ خدمات قمار برخط است که دارای بیش از ۳۵ میلیون کاربر در بیش از ۲۰۰ کشور جهان است. این شرکت با بیش از ۴۳۰۰ نفر کارمند، بزرگ‌ترین کارفرما در شهر استوک-آن-ترنت است.
یکی از سایتهای فارسی زبان برای نمایندگی خدمات 365bet در ایران سایت https://365betiran.com/ است . 